# كسر الصمت: الحقيقة والأكاذيب في الحرب على الإرهاب (فلم 2003)
كسر الصمت: الحقيقة والأكاذيب في الحرب على الإرهاب (بالإنجليزية: Breaking the Silence: Truth and Lies in the War on Terror) فيلم وثائقي أُنتج عام 2003 بواسطة تلفزيون كارلتون، من كتابة وإخراج الصحفي جون بيلجر وإنتاج كريستوفر مارتن، ومشاركة في الإخراج من ستيف كونيلي. يعرض بيلجر في هذا الفيلم رؤيته الشخصية حول "الحقيقة والأكاذيب المتعلقة بالحرب على الإرهاب."

## ملخص الفيلم
يحاول الفيلم تسليط الضوء على التناقض بين الأهداف المُعلنة للحرب على الإرهاب وما يراه بيلجر كإخفاقات إنسانية في دول مثل أفغانستان والعراق. ويؤكد الفيلم أن المجاهدين الأفغان والعرب الأفغان، بمن فيهم أسامة بن لادن، الذين نشأت منهم لاحقًا كل من حركة طالبان وتنظيم القاعدة، قد تلقوا دعماً من الولايات المتحدة والمخابرات البريطانية MI6. ويدعي بيلجر أن الرئيس جيمي كارتر وافق على برنامج بقيمة خمسمائة مليون دولار لدعم تأسيس المجاهدين الأفغان المحليين، وذلك قبل ستة أشهر من الغزو السوفيتي لأفغانستان.